# Mondescourt
Mondescourt est une commune française située dans le département de l'Oise, en région Hauts-de-France.

## Géographie

### Localisation

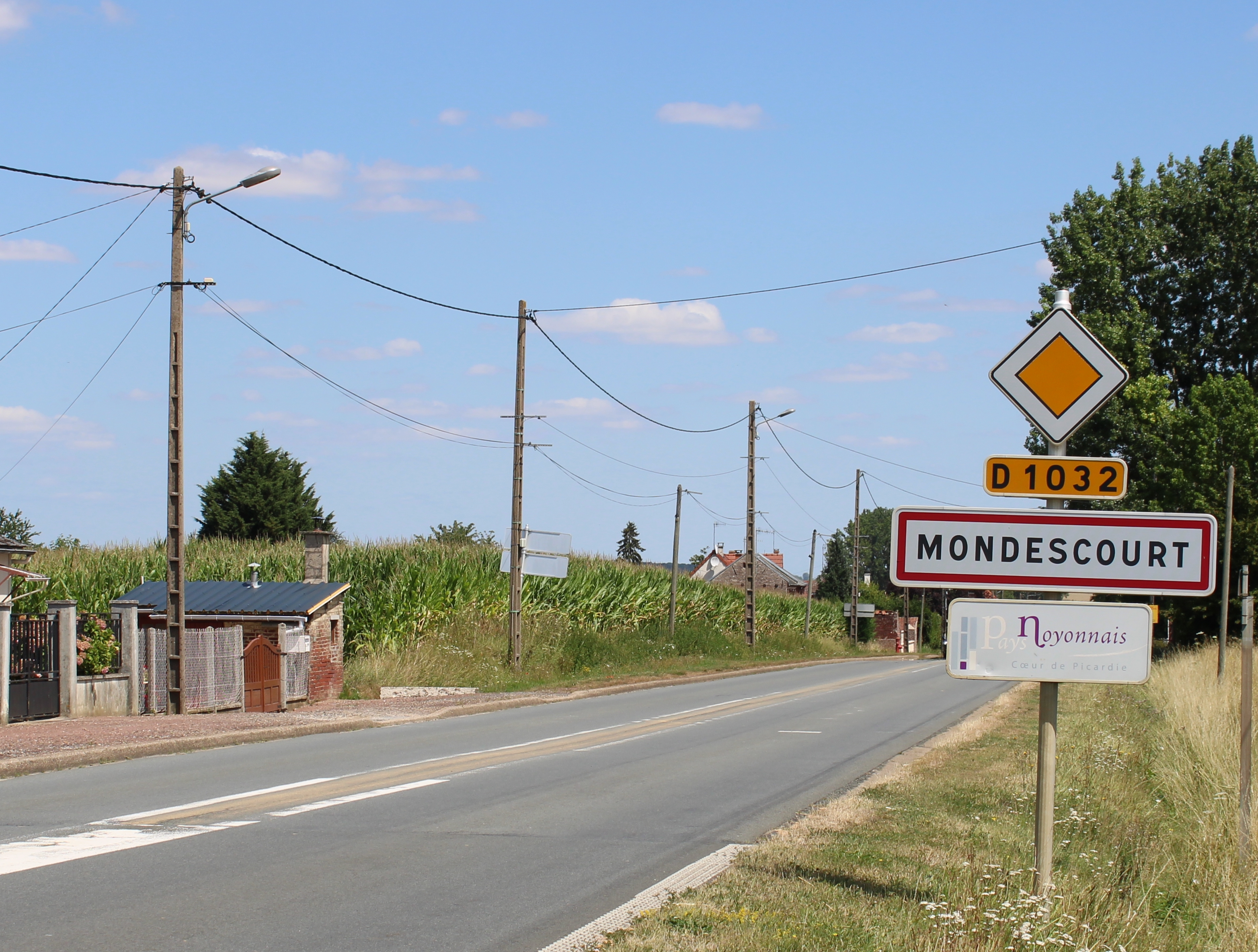
Entrée du village sur la RD1032, ex RN32, de Compiègne à La Fère.

Mondescourt est un village rural  situé dans le département de l'Oise mais limitrophe de celui de l'Aisne, à une trentaine de kilomètres au nord-ouest de Soissons et à la même distance au sud-ouest de Saint-Quentin.
Il se trouve dans l'aire d'attraction de Noyon, dans la zone d'emploi de Compiègne et dans le bassin de vie de Chauny.

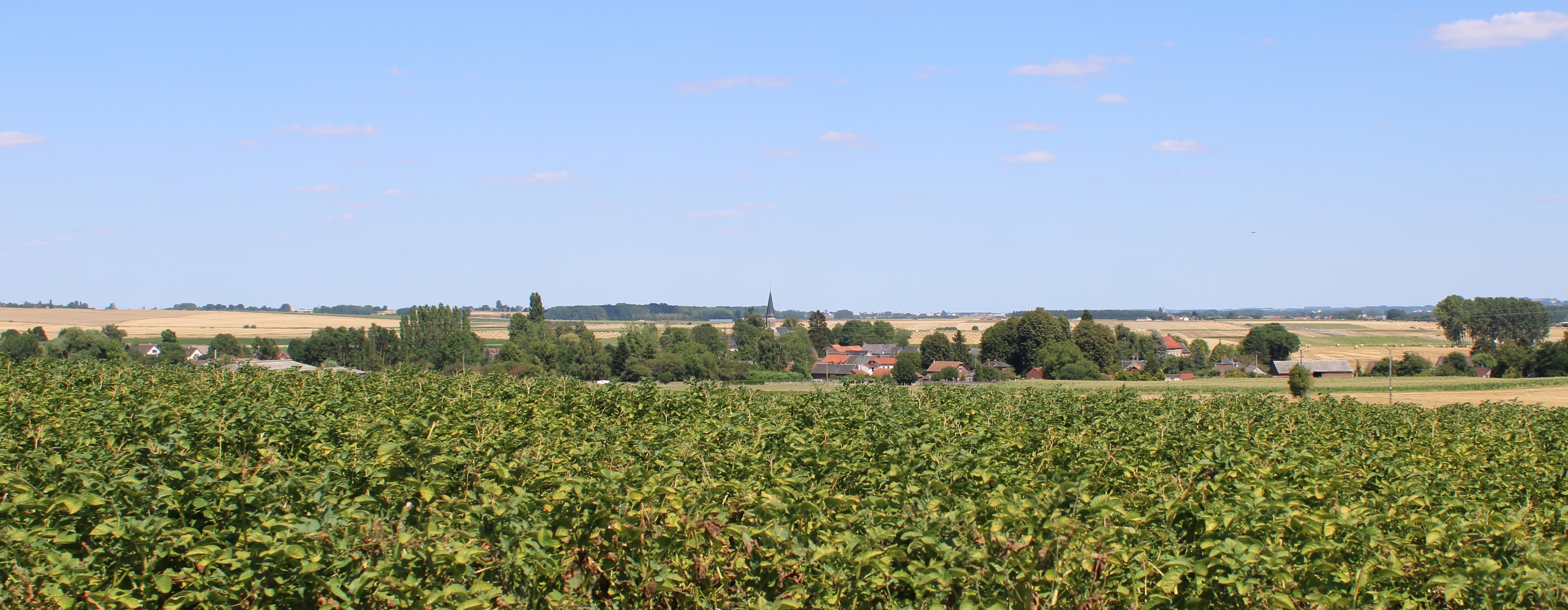
Panorama du village depuis la route de Grandrû.

### Communes limitrophes
Les communes limitrophes sont  Appilly, Babœuf, Caillouël-Crépigny, Grandrû et Marest-Dampcourt.

### Géologie et relief
La superficie de la commune est de 3,19 km2 ; son altitude varie de 48  à   146 mètres. 

### Hydrographie

#### Réseau hydrographique

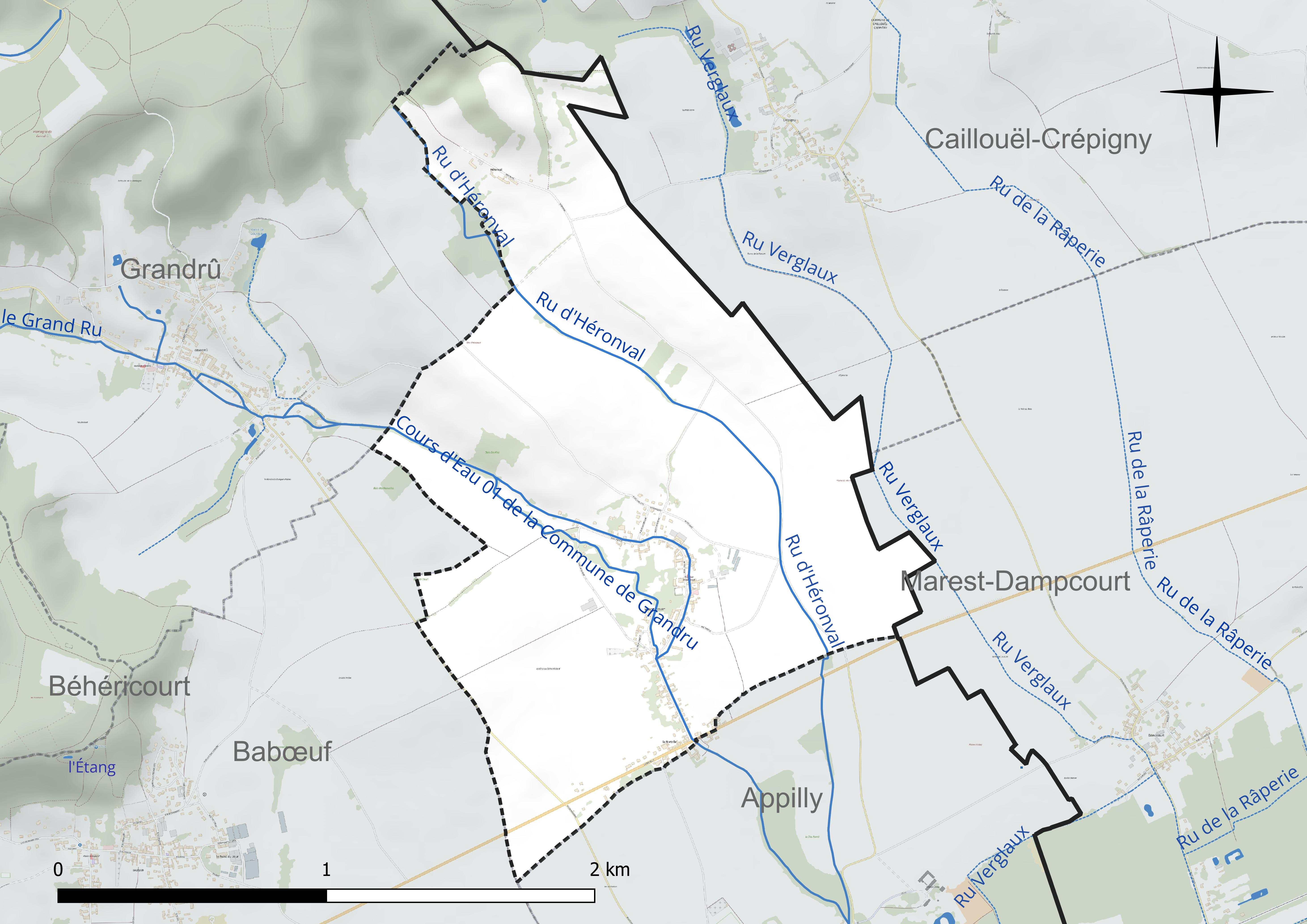
Réseau hydrographique de Mondescourt.

La commune est située dans le bassin Seine-Normandie. 
Elle est drainée par le ru Verglaux, le cours d'eau 01 de la commune de Grandru et le ru d'Héronval,,.

#### Gestion et qualité des eaux
Le territoire communal est couvert par le schéma d'aménagement et de gestion des eaux (SAGE) « Sensée ». Ce document de planification concerne un territoire de 1 013 km2 de superficie, délimité par le bassin versant de l'Oise moyenne. Le périmètre a été arrêté le 24 avril 2017 et le SAGE est, en 2024, encore en élaboration. La structure porteuse de l'élaboration et de la mise en œuvre est le syndicat mixte du SAGE Oise-Moyenne (SMOM). 
La qualité des cours d'eau peut être consultée sur un site dédié géré par les agences de l'eau et l'Agence française pour la biodiversité. 

### Climat
Pour des articles plus généraux, voir Climat des Hauts-de-France et Climat de l'Oise.
En 2010, le climat de la commune est de type climat océanique dégradé des plaines du Centre et du Nord, selon une étude du CNRS s'appuyant sur une série de données couvrant la période 1971-2000. En 2020, Météo-France publie une typologie des climats de la France métropolitaine dans laquelle la commune est dans une zone de transition entre le climat océanique et le climat océanique altéré et est dans la région climatique  Nord-est du bassin Parisien, caractérisée par un ensoleillement médiocre, une pluviométrie moyenne régulièrement répartie au cours de l'année et un hiver froid (3 °C). 
Pour la période 1971-2000, la température annuelle moyenne est de 10,8 °C, avec une amplitude thermique annuelle de 15 °C. Le cumul annuel moyen de précipitations est de 701 mm, avec 10,8 jours de précipitations en janvier et 8,8 jours en juillet. Pour la période 1991-2020, la température moyenne annuelle observée sur la station météorologique la plus proche, située sur la commune de Chauny à 8 km à vol d'oiseau, est de 11,1 °C et le cumul annuel moyen de précipitations est de 709,9 mm,. Pour l'avenir, les paramètres climatiques de la commune estimés pour 2050 selon différents scénarios d'émission de gaz à effet de serre sont consultables sur un site dédié publié par Météo-France en novembre 2022.

## Urbanisme

### Typologie
Au 1er janvier 2024, Mondescourt est catégorisée commune rurale à habitat dispersé, selon la nouvelle grille communale de densité à sept niveaux définie par l'Insee en 2022.
Elle est située hors unité urbaine. Par ailleurs la commune fait partie de l'aire d'attraction de Noyon, dont elle est une commune de la couronne,. Cette aire, qui regroupe 38 communes, est catégorisée dans les aires de moins de 50 000 habitants,.

### Occupation des sols

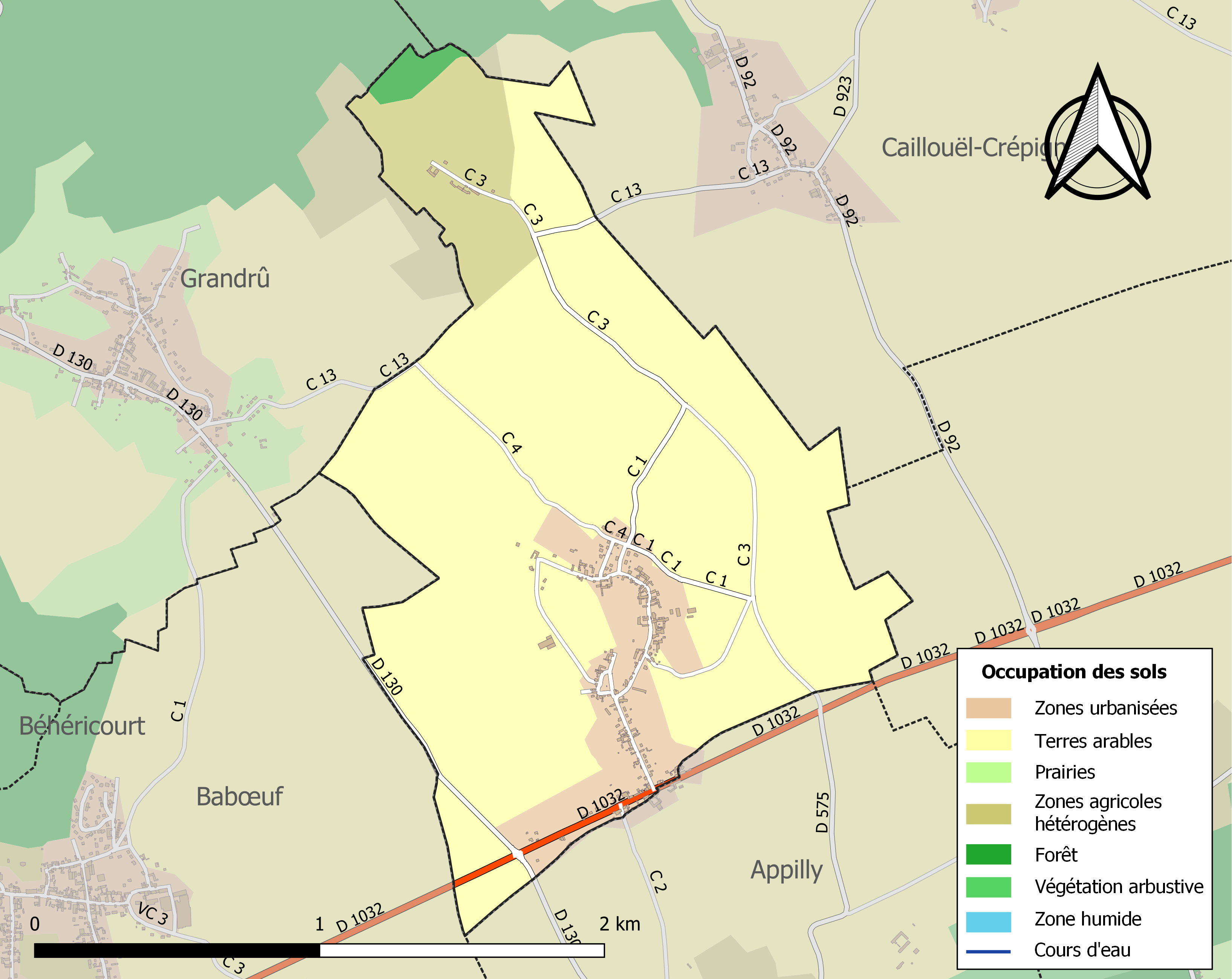
Carte des infrastructures et de l'occupation des sols de la commune en 2018 (CLC).

L'occupation des sols de la commune, telle qu'elle ressort de la base de données européenne d'occupation biophysique des sols Corine Land Cover (CLC), est marquée par l'importance des territoires agricoles (87,4 % en 2018), une proportion identique à celle de 1990 (87,4 %). 
La répartition détaillée en 2018 est la suivante :  terres arables (78,5 %), zones urbanisées (11,6 %), zones agricoles hétérogènes (8,9 %), forêts (1 %). 
L'évolution de l'occupation des sols de la commune et de ses infrastructures peut être observée sur les différentes représentations cartographiques du territoire : la carte de Cassini (XVIIIe siècle), la carte d'état-major (1820-1866) et les cartes ou photos aériennes de l'IGN pour la période actuelle (1950 à aujourd'hui).

### Habitat et logement
En 2021, le nombre total de logements dans la commune était de 126, alors qu'il était de 124 en 2016 et de 121 en 2011. 
Parmi ces logements, 90,5 % étaient des résidences principales, 2,4 % des résidences secondaires et 7,2 % des logements vacants. Ces logements étaient  tous des maisons individuelles. 
Le tableau ci-dessous présente la typologie des logements à Mondescourt en 2021 en comparaison avec celle de l'Oise et de la France entière. Une caractéristique marquante du parc de logements est ainsi une proportion de résidences secondaires et logements occasionnels (2,4 %) supérieure à celle du département (2,4 %) mais inférieure à celle de la France entière (9,7 %). 
| Typologie                                               | Mondescourt | Oise | France entière |
| ------------------------------------------------------- | ----------- | ---- | -------------- |
| Résidences principales (en %)                           | 90,5        | 90,5 | 82,2           |
| Résidences secondaires et logements occasionnels (en %) | 2,4         | 2,4  | 9,7            |
| Logements vacants (en %)                                | 7,2         | 7    | 8,1            |

### Voies de communication et transports
Le village est desservi par l'ex-RN 32 (actuelle RD 932)  reliant Compiègne à La Fère et situé à 8 km à l'est de Noyon.
La commune est desservie, en 2023, par la ligne 672 du réseau interurbain de l'Oise.

## Toponymie
En 1872, le nom de la commune s'écrit Mondécourt.

## Histoire

### Moyen Âge
La paroisse de Mondescourt est instituée en 1201 par Jean de Condren et Aude de Magny, sa femme.

### Temps modernes

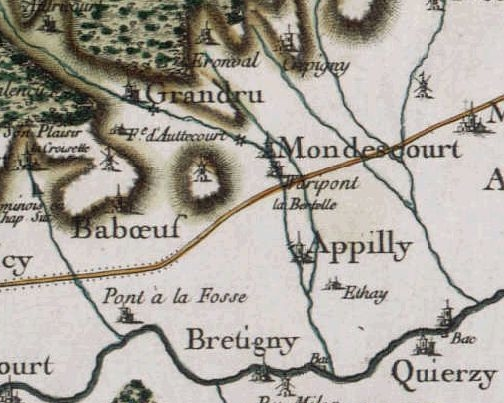
Carte de Cassini de Mondescourt (vers 1750).

Au XVIe siècle, un moulin à vent est situé sur le terroir de la paroisse; il est détruit en 1552 lors de l'invasion espagnole et reconstruit par un dénommé Guillaume Tatin.
Sur la carte de Cassini datant des environs de 1750, on constate qu'un moulin à eau (symbolisé par une roue dentée) est situé sur le ruisseau "le Grand Ru" et qu'un moulin à vent en bois est alors installé sur une butte à l'ouest du village. Sont également mentionnés le hameau de Waripont (aujourd'hui la Rue des Tilleuls qui rejoint la D1032) et le long de cette route, le lieu-dit "la Bretelle" (écrit "la Bertelle " sur la carte).
Avant la Révolution française, le terroir de Mondescourt possédait la ferme et les bois d'Héronval qui lui ont été retirés en 1791 pour être attribués à  de Grandrû. .

### Époque contemporaine
En 1824, le conseil municipal s'est opposé à un projet du préfet prévoyant la fusion de Mondescourt et d'Appilly
Le 2 février 1872, l'aérostat dirigeable Dupuy de Lôme à propulsion humaine, construit et expérimenté sous la direction d'Henri Dupuy de Lôme, part du manège du Fort de Vincennes et se pose à Mondescourt,

Mondescourt au tout début du XXe siècle.
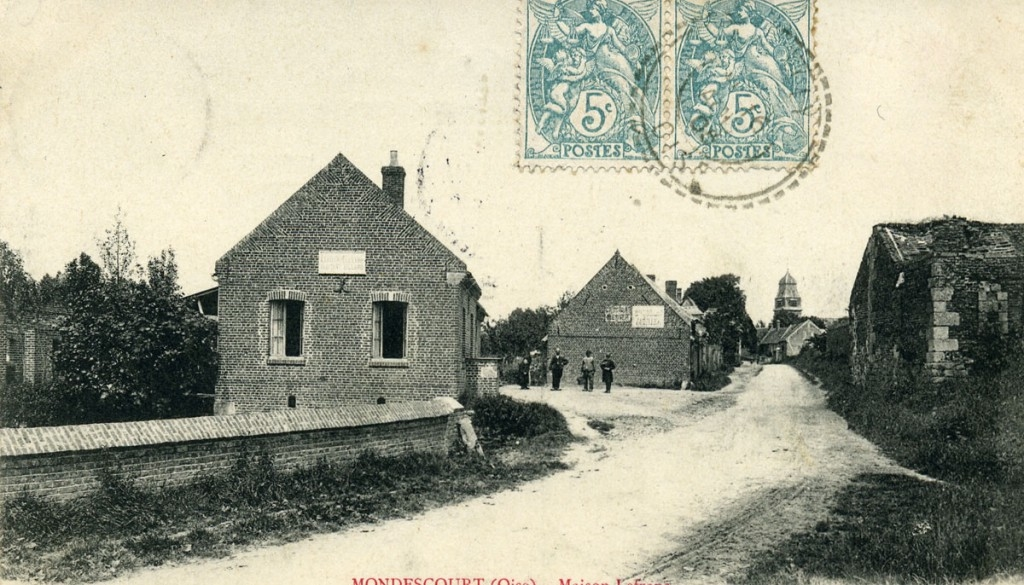
Le village et l'église.
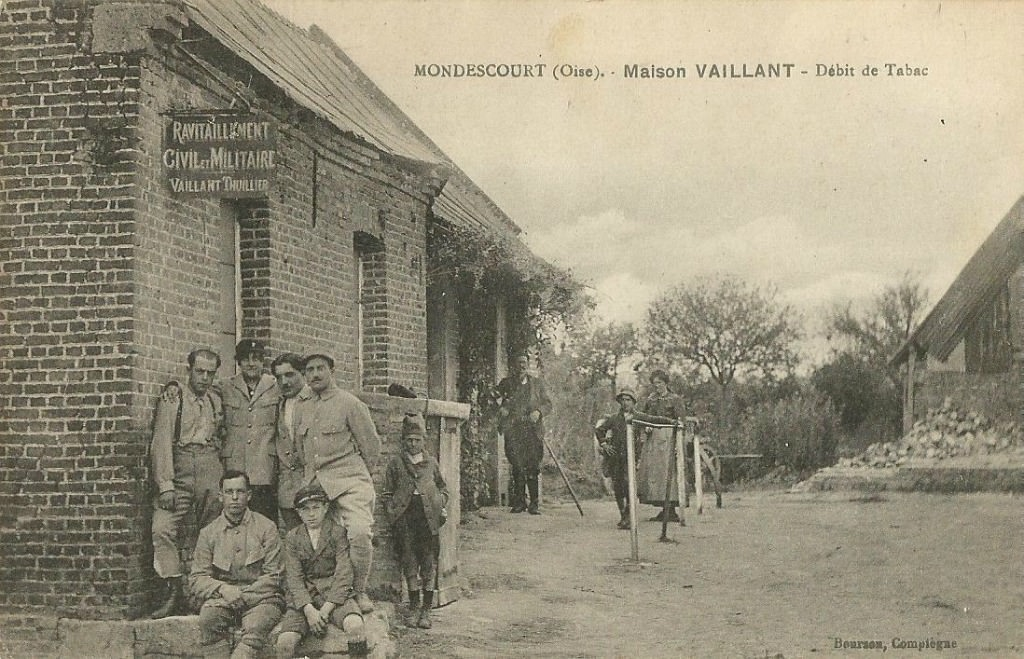
La Maison Vaillant, débit de tabac.
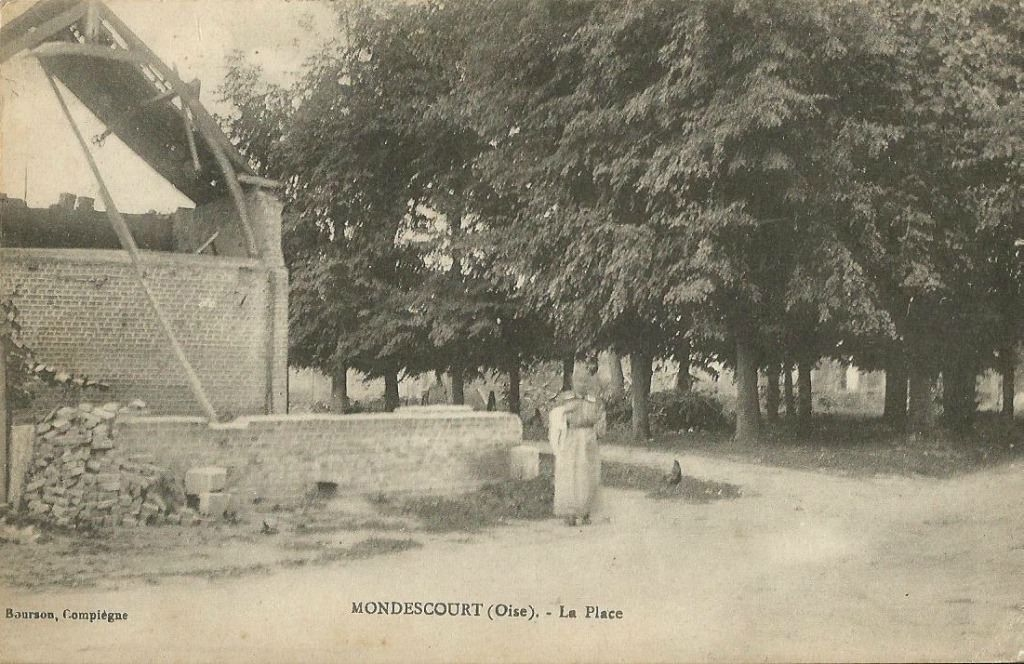
La place.
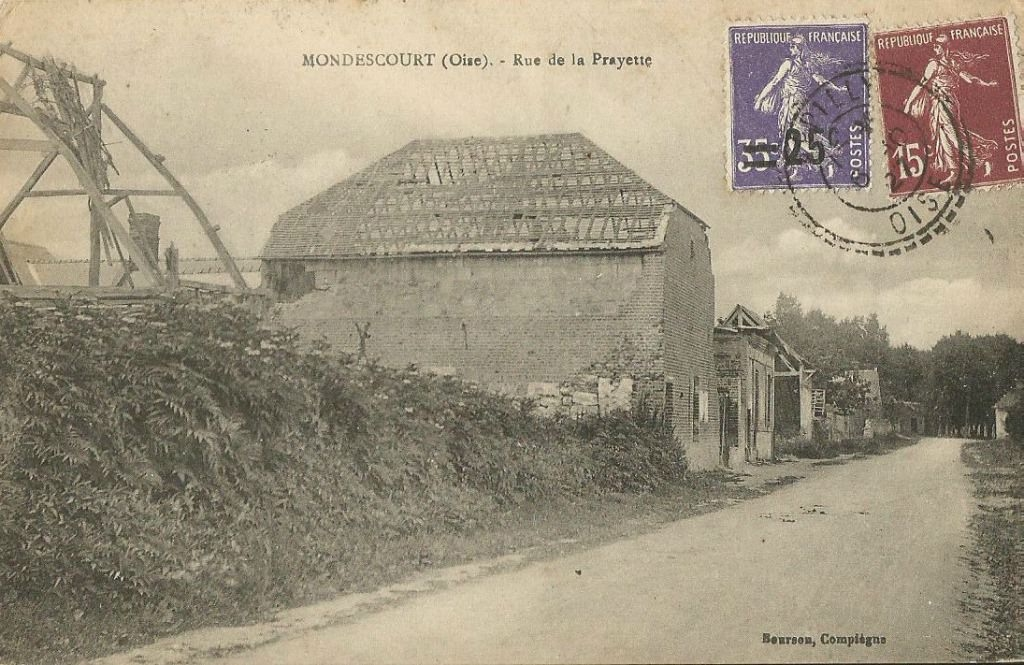
Rue de la Prayette.
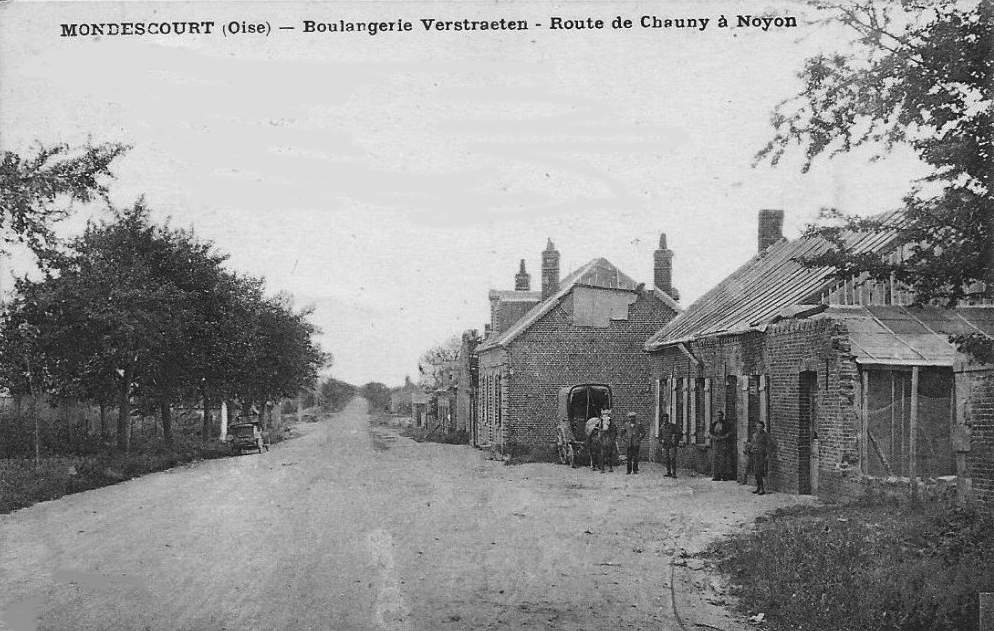
La boulangerie Verstraeten

#### Première Guerre Mondiale

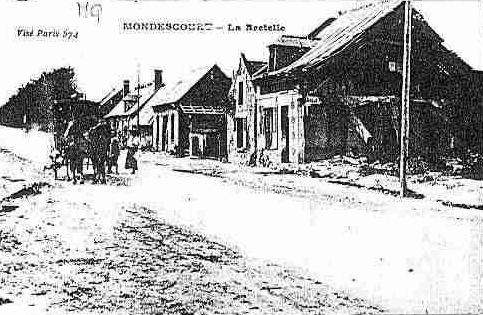
Destructions à Mondescourt.

Dès le début du mois de septembre 1814, le village, comme toute la région, est occupé par l'armée allemande et demeure loin du front qui se stabilise à une quarantaine de kilomètres à l'ouest vers Lassigny et Ribécourt-Dreslincourt jusqu'au début de 1917. Pendant 30 mois les habitants vivent sous  le joug des occupants qui réquisitionnent des pièces dans les habitations, le matériel, la nourriture et obligent hommes et femmes à travailler dans les champs pour nourrir les soldats du front.
En février 1917, lors du retrait des Allemands sur la ligne Hindenburg, les habitants sont évacués et le village est systématiquement détruit : les constructions sont dynamitées, incendiées et tous les arbres coupés. Le secteur passe sous contrôle allié et est à nouveau repris par l'ennemi lors de l'offensive du printemps de mars 1918. Ce n'est que le 4 octobre 1918 que le secteur est définitivement repris.
Le village est considéré comme détruit à la fin de la guerre et a  été décoré de la Croix de guerre 1914-1918, le 15 février 1921.
Après l'Armistice, peu à peu les habitants  reviennent s'installer à Mondescourt. Pour eux commence une longue période de plus de dix ans de reconstruction des habitations (maisons provisoires), des fermes, des bâtiments publics, des routes.
En 1924, 4 soldats allemands sont condamnés par le Conseil de guerre d'Amiens à 2 ans de prison pour mauvais traitements infligés aux habitants de Mondescourt en 1914.

## Politique et administration

### Rattachements administratifs et électoraux

#### Rattachements administratifs
La commune se trouve dans l'arrondissement de Compiègne du département de l'Oise.  
Elle faisait partie depuis 1801 du canton de Noyon. Dans le cadre du redécoupage cantonal de 2014 en France, cette circonscription administrative territoriale a disparu, et le canton n'est plus qu'une circonscription électorale.

#### Rattachements électoraux
Pour les élections départementales, la commune fait partie depuis 2014 d'un nouveau canton de Noyon porté de 23 à 46 communes.
Pour l'élection des députés, elle fait partie de la sixième circonscription de l'Oise.

### Intercommunalité
Mondescourt était membre de la communauté de communes du Pays Noyonnais, un établissement public de coopération intercommunale (EPCI) à fiscalité propre créé en 1994 et auquel la commune avait transféré un certain nombre de ses compétences, dans les conditions déterminées par le code général des collectivités territoriales.

### Liste des maires
| Période                                  | Période                        | Identité         | Étiquette | Qualité                                                              |
| ---------------------------------------- | ------------------------------ | ---------------- | --------- | -------------------------------------------------------------------- |
| Les données manquantes sont à compléter. |                                |                  |           |                                                                      |
|                                          |                                |                  |           |                                                                      |
| mars 2001                                | mai 2020                       | Alain Cappelaere |           | Employé                                                              |
| mai 2020                                 | En cours (au 10 novembre 2024) | André Pinçon     |           | Employé retraité Vice-président de la CC du Pays Noyonnais (2020 → ) |

## Équipements et services publics

### Eau et déchets
L'adduction en eau potable est assurée depuis un champ captant de Béhéricourt géré par le Syndicat des eaux de l’est noyonnais (SEEN), et qui alimente également Morlincourt, Salency, Babœuf, et Appilly.

### Justice, sécurité, secours et défense
La commune a intégré en 2017 le dispositif Voisins vigilants.
Un radar automatique servant à contrôler la limitation de vitesse est implantée dans le village.

## Population et société

### Démographie

#### Évolution démographique
L'évolution du nombre d'habitants est connue à travers les recensements de la population effectués dans la commune depuis 1793. Pour les communes de moins de 10 000 habitants, une enquête de recensement portant sur toute la population est réalisée tous les cinq ans, les populations de référence des années intermédiaires étant quant à elles estimées par interpolation ou extrapolation. Pour la commune, le premier recensement exhaustif entrant dans le cadre du nouveau dispositif a été réalisé en 2005.

En 2022, la commune comptait 248 habitants, en stagnation par rapport à 2016 (Oise : +0,87 %, France hors Mayotte : +2,11 %).
| 1793 | 1800 | 1806 | 1821 | 1831 | 1836 | 1841 | 1846 | 1851 |
| ---- | ---- | ---- | ---- | ---- | ---- | ---- | ---- | ---- |
| 356  | 328  | 369  | 384  | 387  | 396  | 375  | 387  | 375  |

| 1856 | 1861 | 1866 | 1872 | 1876 | 1881 | 1886 | 1891 | 1896 |
| ---- | ---- | ---- | ---- | ---- | ---- | ---- | ---- | ---- |
| 336  | 353  | 353  | 343  | 301  | 297  | 293  | 259  | 248  |

| 1901 | 1906 | 1911 | 1921 | 1926 | 1931 | 1936 | 1946 | 1954 |
| ---- | ---- | ---- | ---- | ---- | ---- | ---- | ---- | ---- |
| 223  | 222  | 202  | 142  | 181  | 193  | 175  | 196  | 225  |

| 1962 | 1968 | 1975 | 1982 | 1990 | 1999 | 2005 | 2006 | 2010 |
| ---- | ---- | ---- | ---- | ---- | ---- | ---- | ---- | ---- |
| 217  | 215  | 265  | 267  | 245  | 270  | 268  | 268  | 275  |

| 2015 | 2020 | 2022 | - | - | - | - | - | - |
| ---- | ---- | ---- | - | - | - | - | - | - |
| 254  | 249  | 248  | - | - | - | - | - | - |

#### Pyramide des âges
En 2018, le taux de personnes d'un âge inférieur à 30 ans s'élève à 29,3 %, soit en dessous de la moyenne départementale (37,3 %). À l'inverse, le taux de personnes d'âge supérieur à 60 ans est de 30,5 % la même année, alors qu'il est de 22,8 % au niveau départemental.
En 2018, la commune comptait 119 hommes pour 126 femmes, soit un taux de 51,43 % de femmes, légèrement supérieur au taux départemental (51,11 %).
Les pyramides des âges de la commune et du département s'établissent comme suit.
| Hommes | Classe d’âge | Femmes |
| ------ | ------------ | ------ |
| 0,0    | 90 ou +      | 0,8    |
| 6,6    | 75-89 ans    | 11,7   |
| 23,1   | 60-74 ans    | 18,8   |
| 24,0   | 45-59 ans    | 20,3   |
| 18,2   | 30-44 ans    | 18,0   |
| 10,7   | 15-29 ans    | 14,1   |
| 17,4   | 0-14 ans     | 16,4   |

| Hommes | Classe d’âge | Femmes |
| ------ | ------------ | ------ |
| 0,5    | 90 ou +      | 1,4    |
| 5,5    | 75-89 ans    | 7,6    |
| 15,6   | 60-74 ans    | 16,3   |
| 20,8   | 45-59 ans    | 20     |
| 19,4   | 30-44 ans    | 19,4   |
| 17,6   | 15-29 ans    | 16,2   |
| 20,6   | 0-14 ans     | 19,1   |

## Culture locale et patrimoine
- Mairie-école, reconstruite après la Première Guerre mondiale[34].

- L'église de l’Assomption Notre-Dame, reconstruite après les destructions de la Première Guerre mondiale. Bien que sa partie centrale présente un style gothique flamboyant, elle n'est pas issue de l'église détruite. 
Sa façade constituée d'un  grand mur-pignon se poursuit par une  nef unique de trois travées, un transept saillant qui se termine par un chœur pentagonal. Au-dessus du portail en cintre surbaissé formant porche se trouve une balustrade très ouvragée puis une belle fenêtre de style gothique flamboyant[35],[36]. Elle contient des fonts baptismaux du XVe siècle[37]

- Ruines de l'ancien manoir, rue de l'église, dont les parties les plus anciennes datent du XIVe siècle[38].

- Château de Waripont, rue de l'église, de la première moitié du XVIIIe siècle[39].

- Maisons et fermes des XIXe et XXe siècles[40],[41],[42].

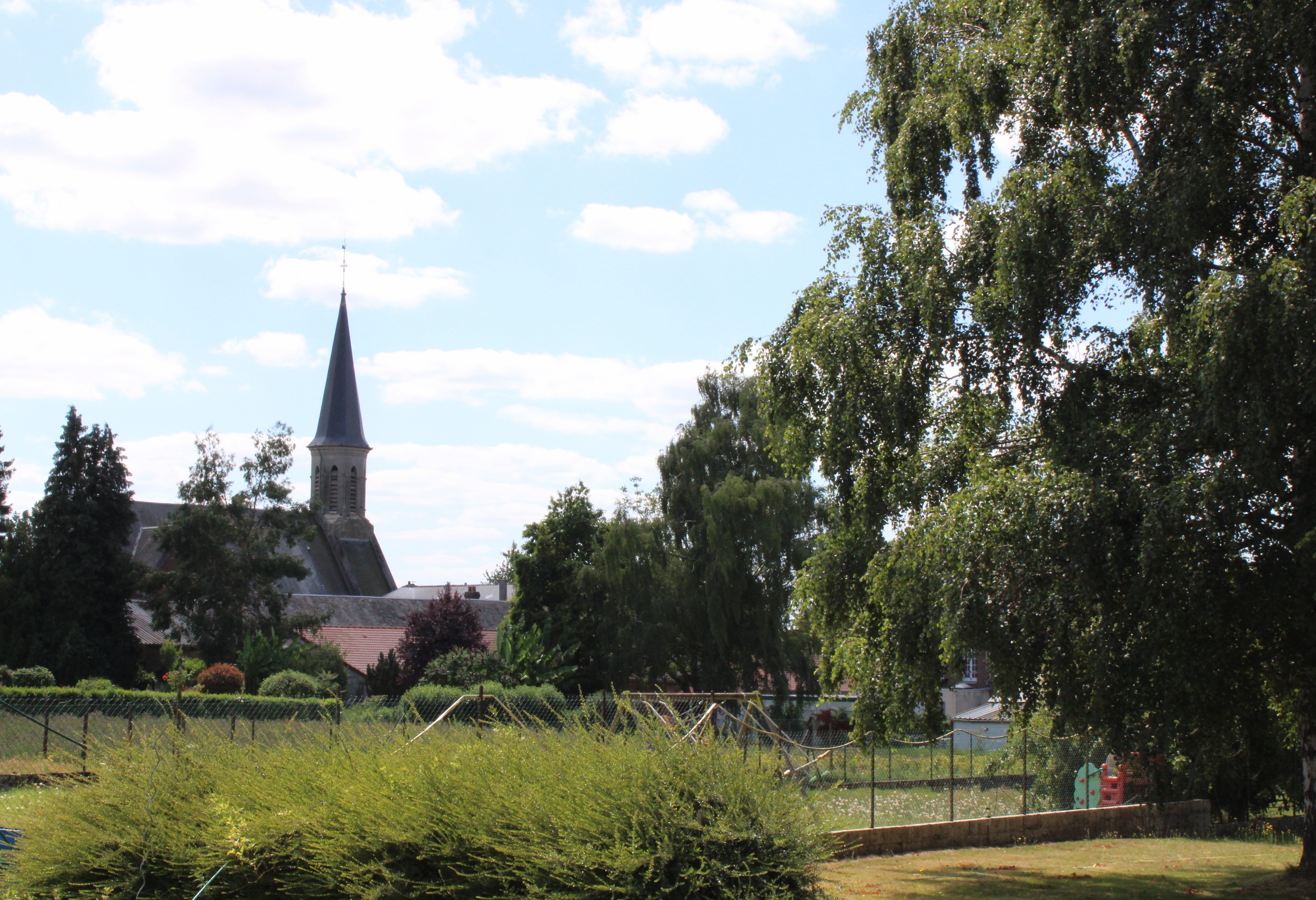
Panorama du village et de l'église.
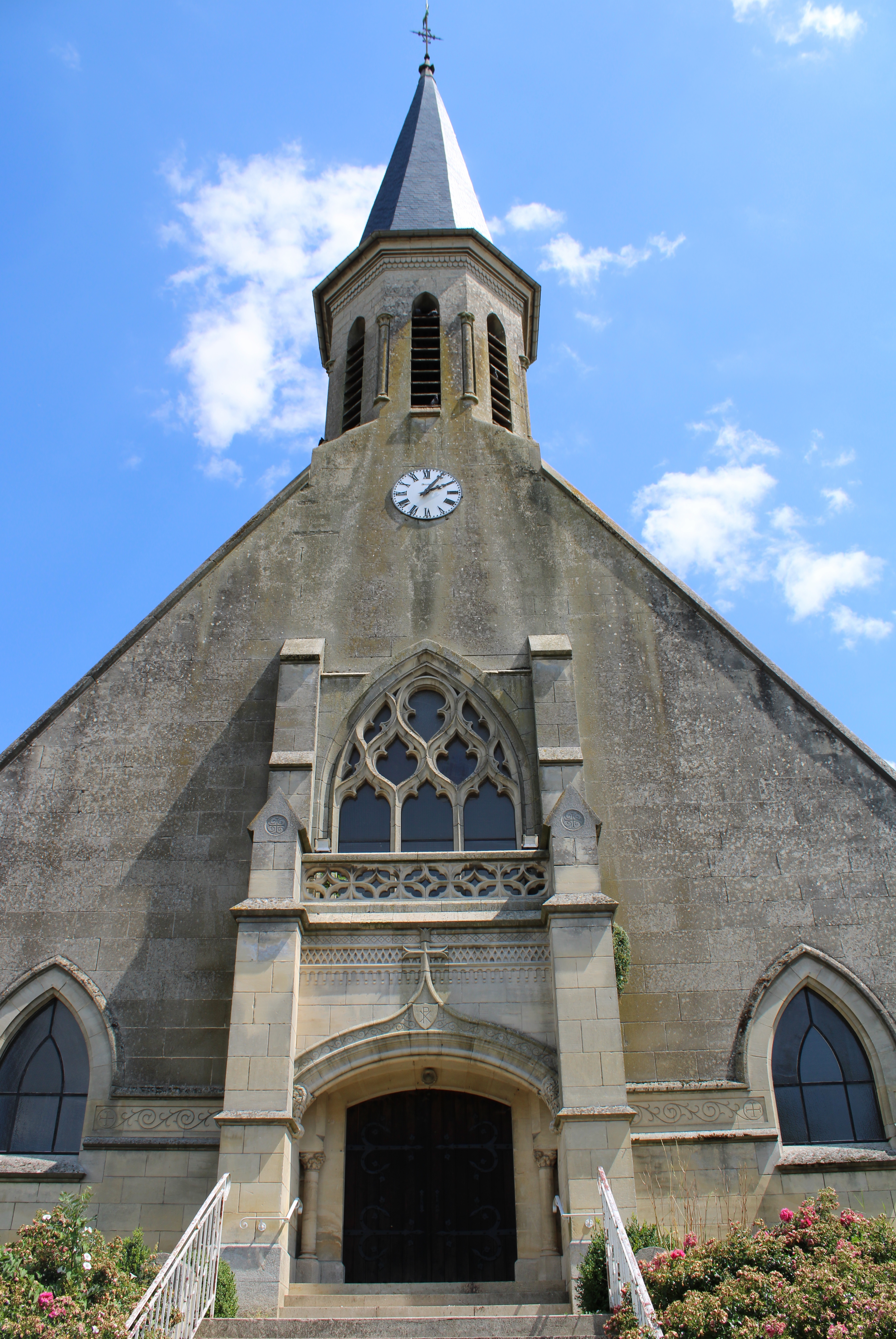
L'église
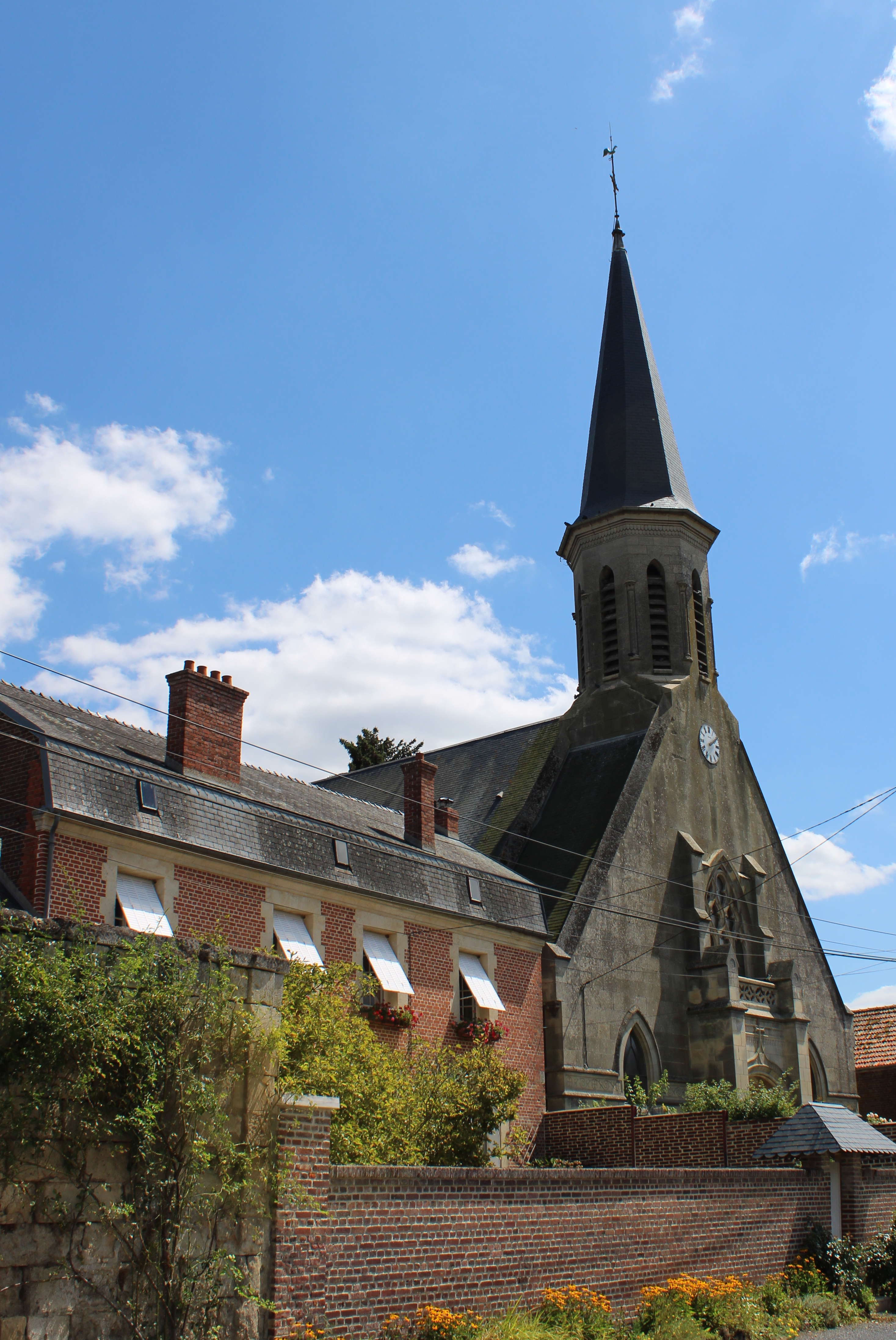
Autre vue de l'église.
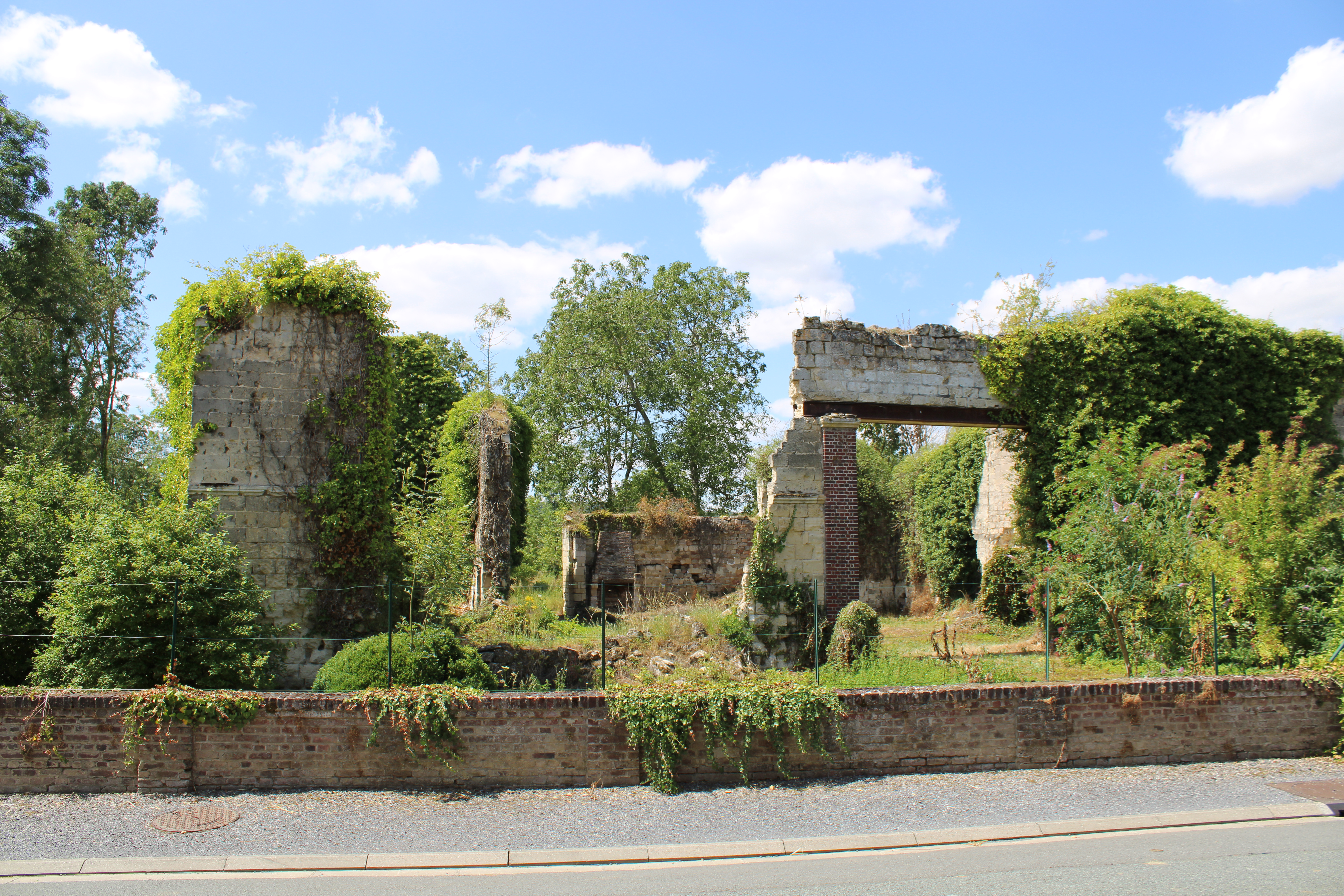
Ruines de l'ancien manoir.
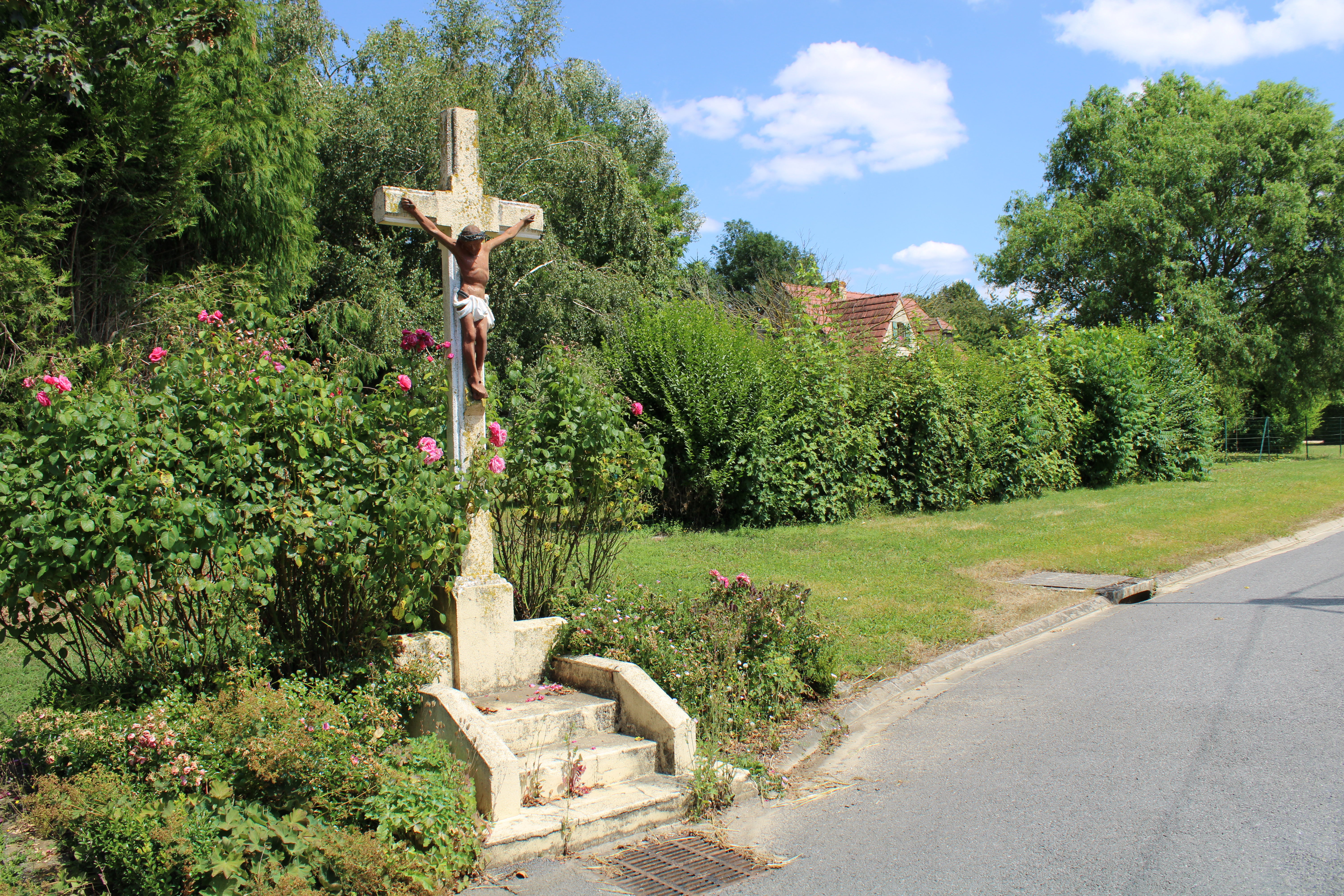
Le calcaire.

## Pour approfondir